# آرثر وليامز (سياسي)
آرثر وليامز (بالإنجليزية: Arthur Williams)‏ هو سياسي أسترالي، ولد في 17 ديسمبر 1888 في أستراليا، وتوفي في 30 سبتمبر 1968 في أستراليا. حزبياً، نشط في حزب العمال الأسترالي. وقد انتخب عضو الجمعية التشريعية نيو ساوث ويلز عن دائرة Electoral district of Ryde ‏ (17 سبتمبر 1940 – 18 أبريل 1941).